# Колосок (журнал)
«Колосок» — всеукраїнський науково-популярний природничий журнал для дітей та юнацтва. Виходить 12 разів на рік українською мовою (передплатний індекс в державному підприємстві «Преса» 92405 [Архівовано 26 червня 2017 у Wayback Machine.]). Журнал засновано в січні 2006 року.
Головний редактор —  Дарія Біда, доцент кафедри педагогіки Львівського обласного інституту післядипломної педагогічної освіти, кандидат педагогічних наук, заслужений учитель України.
Назва журналу пішла від назви щорічного Міжнародного природничого інтерактивного конкурсу «Колосок» [Архівовано 9 червня 2017 у Wayback Machine.], який проходить з 2003 року за сприяння Міністерства освіти і науки України серед учнів 1—11-х класів. Матеріали журналу є базою для підготовки до конкурсу. Для шкіл, які беруть участь у конкурсі, редакція здійснює передплату журналу [Архівовано 2 червня 2017 у Wayback Machine.]. Архів журналів є у вільному доступі на офіційному сайті конкурсу «Колосок» [Архівовано 14 лютого 2017 у Wayback Machine.].
Редакція журналу є ініціатором проведення Всеукраїнського Інтернет — конкурсу «Учитель року» за версією науково-популярного природничого журналу «Колосок».
Головні особливості журналу:
- застосування інтегрованого підходу в поданні природничих знань;
- розвивальний характер;
- використання засобів популяризації наукових відомостей з орієнтацією на широку читацьку аудиторію;
- належна культура художньо-технічного оформлення і поліграфічного виконання;
- інтерактивний характер (відповідні сторінки журналу залучають читачів до індивідуальної та колективної пізнавальної, дослідної, творчої діяльності).

Видання адресоване не лише дітям, а й дорослим — батькам, педагогам, які можуть використовувати його матеріали зі світоглядно-формувальною та навчально-розвивальною метою.
Рекламні матеріали у журналі не публікують.

## Основні рубрики журналу
- Наука і техніка
- Жива природа
- Земля і Всесвіт
- Людина і екологія
- Наукові цікавинки
- Таємниці природи
- Довкілля

## Тематика
Тематика журналу — природознавство як інтегрований комплекс дисциплін. У журналі публікують науково-популярні статті з біології, хімії, фізики, астрономії, географії, екології. Матеріали журналу присвячені найрізноманітнішим явищам живої природи, новим відкриттям у науці й техніці, науковим загадкам та цікавим дослідженням у відповідних галузях знань.

## Наукові редактори журналу
- Шевчук Олександр Григорович, доцент кафедри фізики Ніжинського державного університету імені Миколи Гоголя, заслужений учитель України;
- Колісник Ярина Іванівна, доцент кафедри мікробіології Львівського національного університету імені Івана Франка, кандидат біологічних наук.